# Bedřich Smetana

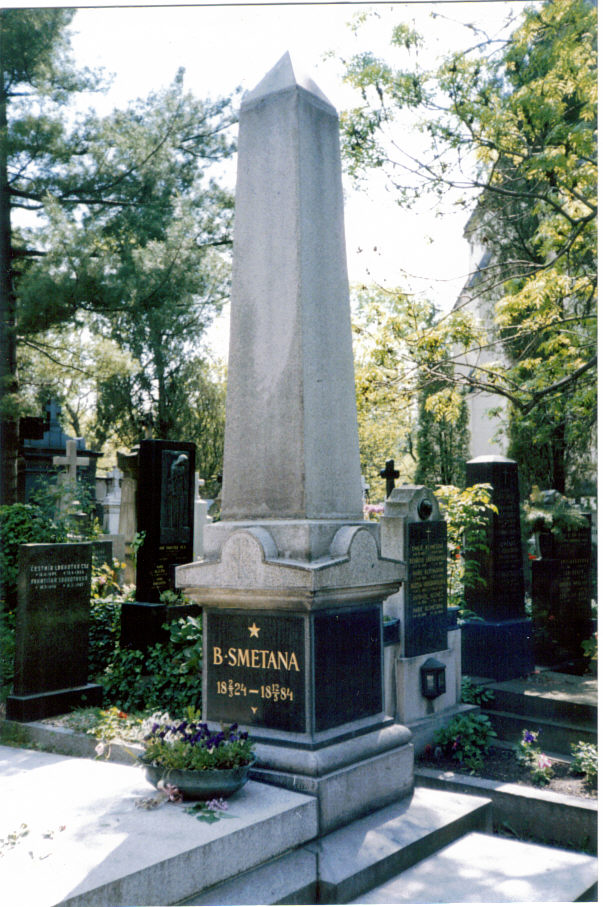
Smetanas grav på Vyšehrad-kyrkogården.

Bedřich Smetana (uttalas [ˈbɛdr̝ɪx ˈsmɛtana] (fil)), född 2 mars 1824 i Litomyšl, Böhmen (i dåvarande Kejsardömet Österrike, i nuvarande Tjeckien), död 12 maj 1884 i Prag, var en tjeckisk kompositör, pianist, dirigent, kapellmästare och  tecknare. Han var en förgrundsgestalt för nationalromantiken. Framför allt förknippas hans namn med det symfoniska diktverket Má vlast (Mitt fosterland), och då i synnerhet ”Moldau” ur detta.

## Biografi
Som son till den välbärgade bryggmästaren František Smetana var det inte självklart att Smetana skulle ägna sig åt musiken, trots att han som barn visade stor talang. Smetana var från en tysktalande minoritet och han fick sin skolgång på tyska eftersom det var språket som undervisning gavs på i kejsardömet Österrike. Av den orsaken behärskade Smetana aldrig riktigt tjeckiska i skrift.
Efter grundskolan bröt Smetana familjetraditionen och började sin musikaliska utbildning i Prag. Fadern stödde inte sonen i detta beslut och drog in underhållet. Smetana tog därför tjänst som informator i ett högadligt hushåll, hos greve Thun som gav honom tillräckligt med egen tid för att fortsätta utvecklas musikaliskt. År 1847 gifte sig Smetana med pianisten Kateřina Otylie (Katarina Ottilie) Kolářová och paret fick flera barn. Under dessa år blev Smetana elev till sin landsman pianopedagogen Proksch och till Liszt i Weimar. Som färdig pedagog öppnade han 1848 en musikskola i Prag, till vilken han samlat medel som konsertpianist, men projektet med skolan blev ett misslyckande. 

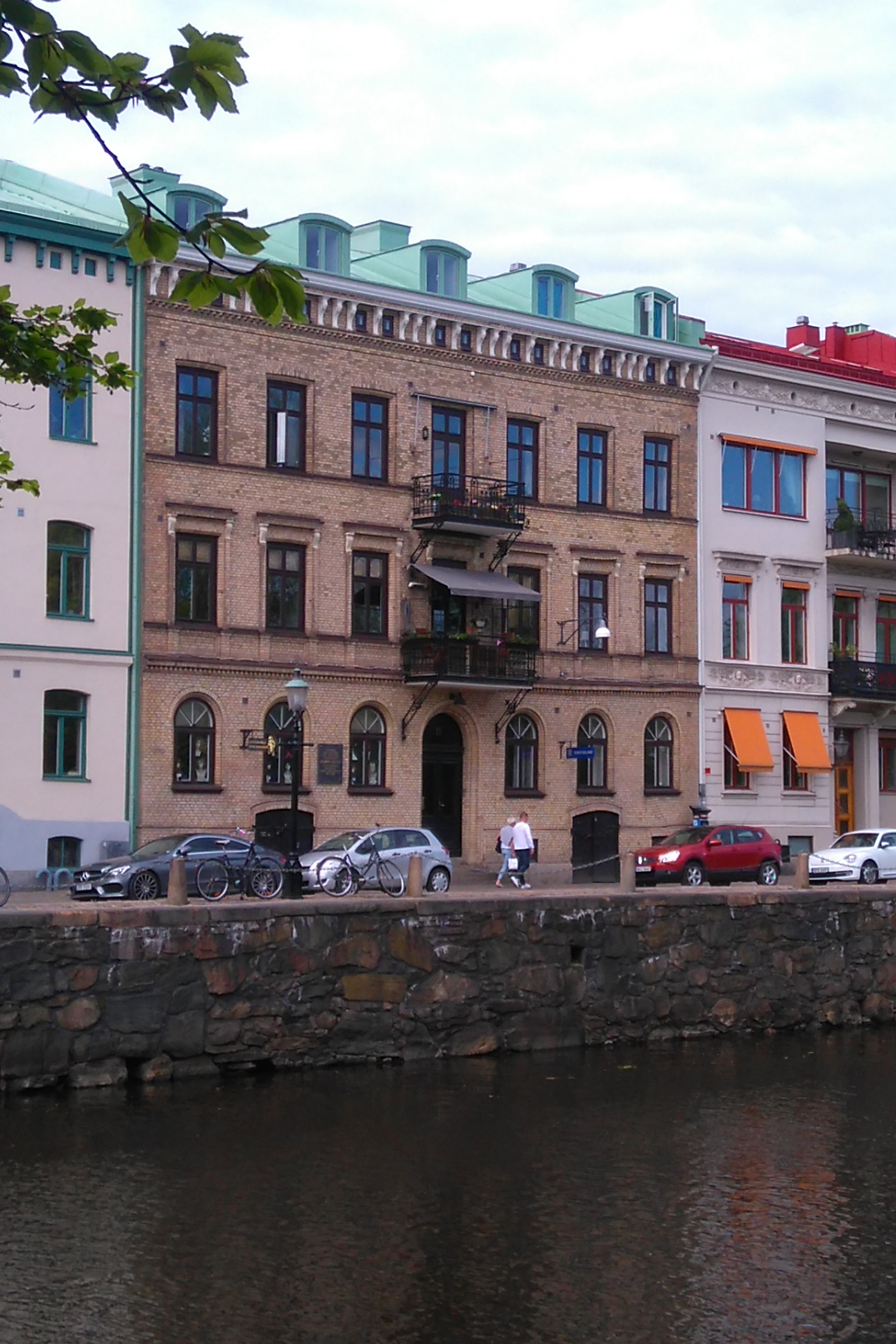
Stora Nygatan 11 i Göteborg, där Smetana bodde 1858–1860.

1850 anställdes han som hovpianist hos exkejsaren Ferdinand. Fem år senare drabbades Smetana av stor sorg, när hans dotter plötsligt avled. Händelsen inspirerade honom till hans första stora verk, opus n:o 15, pianotrio i g-moll, ett av hans mest berömda stycken.
På Alexander Dreyschocks tillskyndan blev Smetana 1856 dirigent för Harmoniska Sällskapet i Göteborg, en tjänst han tacksamt tog emot efter förlusten av dottern. Hans fru Kateřina följde med honom året efter, men blev sjuklig beroende på de kalla vintrarna. År 1859 avreste hon tillbaka mot Böhmen men avled i Dresden. Året efter gifte Smetana om sig med en annan tjeckiska, Barbara "Bettina" Fernandi. I Göteborg stannade Smetana i sex år och han blev en mycket omtyckt pianolärare och gjorde mycket för höjande av musiklivet i staden, bland annat genom att uppföra Mendelssohns "Elias", Robert Schumanns verk och ge kammarmusiksoaréer. 
Efter en lyckad konsertturné i Sverige som pianist 1862, återvände Smetana till Prag, där han året efter grundade ett musikkonservatorium tillsammans med Ferdinand Hiller. Betagen av tidens nationalism fick han idén att skriva en nationell opera. Första försöket, Brandenburgarna i Böhmen, blev ingen framgång, men hans andra opera, Brudköpet (1866), räknas som en av hans framgångsrikaste, där han genomför sina nationalistiska strävanden. 
1866 blev han kapellmästare vid tjeckiska nationalteatern, där han blev vän med Antonín Dvořák, och under anställningen skrev han sex operor, dock ingen så omtalad som Brudköpet. Sin plats var han dock 1874 tvungen att lämna till följd av tilltagande dövhet. Dövheten hindrade honom inte från att komponera, och från denna tid kommer Má vlast, stråkkvartetten i e-moll (Aus meinem Leben), pianoverket Böhmiska danser, och Aus der Heimat. Hans sista verk, operan Djävulens väg, fick så hårda omdömen att han slutade komponera och fick ett nervöst sammanbrott som han aldrig hämtade sig från.  
Vid sidan av sitt musikaliska arbete sysslade han med teckning och har i Sverige lämnat efter sig några skissböcker med pennteckningar som otvivelaktigt har en viss Särö-prägel. 
Smetana ligger begravd på Vyšehrad-kyrkogården i Prag. 1903 restes en minnesstod över honom i Hořice.

## Utmärkelser
Asteroiden 2047 Smetana är uppkallad efter honom.

## Musikalisk gärning
Smetana var till en början en tillskyndare av Richard Wagner, vilket kritiserades av hans landsmän som ogillade det tyska, men blev sedermera en äkta nationell-tjeckisk kompositör av betydande rang. Hans sätt att använda nationella element i sina kompositioner liknar Schubert. Kännetecknande för Smetanas kompositioner är det sprudlande humöret och det hastiga tempot.
Som modern kolorist och frambringare av programmusik i Berlioz’ och Liszts anda ter han sig i de symfoniska dikterna Wallensteins läger, Richard III och Hakon Jarl (alla tre komponerade under Smetanas Göteborgstid) samt cykeln Má vlast (Mitt fosterland; däribland Moldau, Från Böhmens ängar och lunder samt Tábor) med flera. 
Smetana blev skapare av den nationella bömiska operan; han föregicks dock av František Škroups Dráteník (1826). Stor lycka gjorde hans komiska opera Prodaná nevěsta (1866; Brudköpet) genom sin täcka, naturfriska och ganska originella musik med anklanger från inhemsk folkvisa och folkdans. Den gav honom ett internationellt genombrott och fick ett sådant genomslag att den kommit att betraktas som en nationalopera. Smetana omtolkar de nationella elementen och anpassar dem till sin egenart och till den klassiska musikens normer, varför hans verk också kunnat få många beundrare utanför de tjeckisk-nationalistiska åhörarskarorna.  
Av hans övriga sju operor må nämnas Dalibor (1868), Hubička (Kyssen; 1876), Tajemství (Hemligheten; 1872) och Libuše (1881). Han skrev vidare Pragkarneval, festmarsch vid Shakespeares 300-årsjubileum, 2 stråkkvartetter (den i e-moll, "Ur min levnad", är särskilt framträdande), pianotrio, nationaldanser och Stambokblad med mera för piano samt klangfulla sånger för manskör.

## Verkförteckning
Se även Verkförteckning för Bedřich Smetana.
- Má vlast
  - I. Vyšehrad – "Slottet på höjden" (1874)
  - II. Vltava – "Moldau" (1874)
  - III. Šárka (1875)
  - IV. Z českých luhů a hájů – "Från Böhmens ängar och lunder" (1875)
  - V. Tábor (1875)
  - VI. Blaník (1879)

- Brandenburgarna i Böhmen – opera (1866)
- Brudköpet – opera (1866)
- Dalibor – opera (1868)
- Ur min levnad – stråkkvartett i e-moll (1876)
- Libuše – opera (1881)